# Betelpalm
De betelpalm (Areca catechu) is een rechtopstaande tot 15 meter hoge palm in het genus Areca. De stam is slank met onduidelijke bladlittekens. De bladeren zijn geveerd en meestal tot 2 m lang, ze zijn zijdelings uitstaand en aan de top iets overhangend. De deelblaadjes staan zeer dicht opeen.
De bloemen zijn klein, lichtgeel en zitten in fijnvertakte bloeiwijzen, de er uit de verte als poederkwasten uitzien. De bloeiwijzen en later de vruchttrossen zitten hoog aan de stam aangehecht, vlak onder de gladde, groene bladschedenbundel. De vruchten zijn bij rijpheid geel tot oranje, rond tot eivormig en tot 6 cm groot.
De betelpalm is afkomstig uit Indonesië en wordt veel in Zuidoost-Azië gekweekt.
De betelnoot (of arekanoot) is het zaad van de palm. Botanisch gezien is een noot geen zaad maar een type vrucht, en in het geval van de betelpalm is ook de vrucht geen noot, maar een steenvrucht (wat overigens ook geldt voor de vrucht van de kokospalm, die in zijn geheel meestal "kokosnoot" wordt genoemd). 
- De harde betelnoot is 3-4 × 2-4 cm groot. De noot heeft een bittere smaak en is rood van kleur.
- De noot is al eeuwen geliefd om zijn opwekkende werking.
- Zaden van de betelpalm kiemen in enkele weken. In gematigde streken in het westen wordt betelpalm wel in broeikassen opgekweekt en jonge exemplaren worden via bloemenzaken en -markten als sierplant verkocht. De betelpalm kan niet tegen direct zonlicht en is niet vorstbestendig.

## Het kauwen van betel
In het Verre Oosten (Oost- en Zuidoost-Azië, India en Micronesia) wordt de onrijpe noot veel gekauwd. In Indonesië noemt men het: het kauwen van de "Sirih-Pinang".
- De noot wordt in kleine brokjes gehakt en ingepakt in een stuk betelblad (niet van de betelpalm maar van de betelpeper (een klimplant)) en vermengd met wat gebluste kalk, kruidnagel en pruimtabak. Het gecombineerd gebruik met kalk versterkt het effect van de betelnoot doordat de stof areciline omgezet wordt in de werkzame stof arecaidine. De kalk is, afhankelijk van wat de omgeving te bieden heeft, afkomstig van kalkrotsen, koraal, zeeschelpen of slakkenhuisjes.
- Er ontstaat bij menging een rode pasta die bij het kauwen het speeksel vuurrood kleurt. Bij chronisch gebruik verkleuren de tanden rood. Na het kauwen worden de dan smakeloos geworden resten uitgespuugd. Dit zorgt voor kleine rode spuugplekken op de grond. Omdat dit een onsmakelijk gezicht is, is het kauwen van betel verboden op sommige openbare plekken.
- Om de bittere smaak te verfijnen wordt, afhankelijk van regio, budget of beschikbaarheid het "betelhapje" nog voorzien van soms wel tientallen andere ingrediënten (honing, vruchten, gemalen noten, pepermunt, salmiak, zoethout en extracten van planten). Vaak beweert de verkoper dat ook dit de werking zal versterken.
- De traditionele stenen voetpaden in de Micronesische deelstaat Yap in de Carolinen zijn door het massale gebruik en bijbehorend gespuug roodgevlekt. Op dit eiland, ten oosten van de Filipijnen, kweekt men kwalitatief erg goede betelnoten en een significant deel van de Yapezen kauwt continu betel; de noten worden vanuit Yap echter ook uitgevoerd.
- Effect: Gaat het hongergevoel tegen en heeft een licht euforische en opwekkende werking.
- Bijwerkingen: misselijkheid, buikloop, verhoogde hartslag, irritatie van de slijmvliezen, gebitschade, bij chronisch gebruik: verhoogde kans op gezwellen aan de mond en slijmvliezen (submuceuze fibrose ontaardend in plaveiselcelcarcinomen in 30-40% van de gevallen), verhoogde kans op orofarynx carcinoom. (niet volledig)

## Geschiedenis
- De Nederlandse Vereenigde Oostindische Compagnie speelde een belangrijke rol in de betelnotenhandel. Vanuit Indië exporteerden zij de noot naar Europa, de Arabische landen en China. Er waren plantages op o.a. Timor en Soemba.
- Tegenwoordig zijn er plantages in diverse landen waaronder in India.
- In de EU Novel food catalogus staat Betel nuts als novel food vermeld: Areca catechu (22-02-2023) Betel noten, Areca catechius, zijn schadelijk voor de mens en kunnen acute en chronische effecten veroorzaken. Betel noot effecten kunnen verband houden met meerdere orgaan beschadigingen en systemen in het lichaam. In het algemeen is door het Agency for Research on Cancer (IARC) geclassificeerd als kankerverwekkend voor de mens. Bovendien wordt dit voedingsproduct in de EU als nieuw voedingsmiddel beschouwd. Daarom wordt de consumptie van betel noten als onveilig beschouwd.

## Galerij

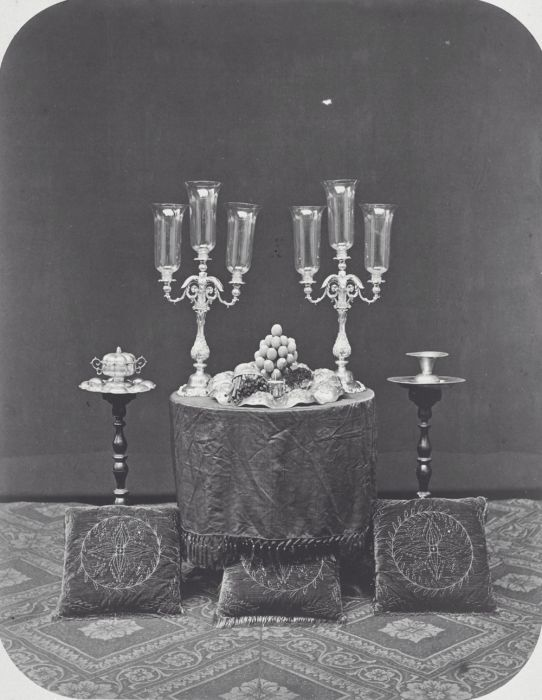
Stilleven van verschillende objecten die gebruikt worden bij het Sirih kauwen uit het bezit van de Sultan van Ternate Wereldmuseum Amsterdam
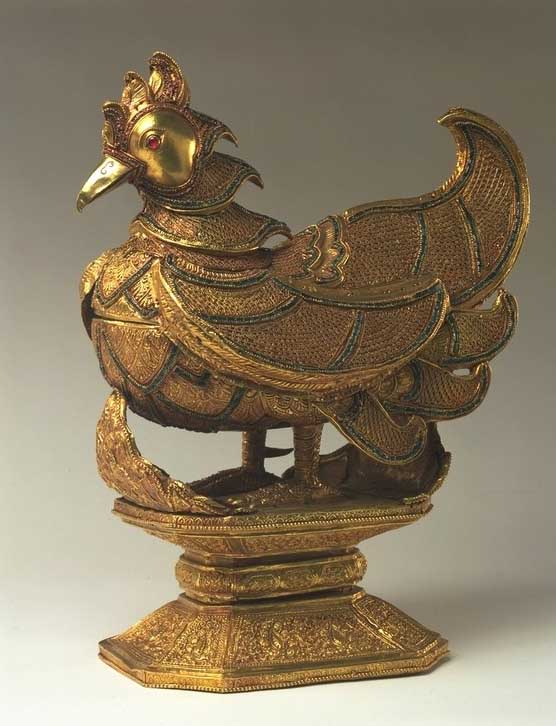
Container voor betelpeper, goud met bands van robijnen en imitatie-smaragden, met reliëfdruk en ogen van robijnen, Myanmar
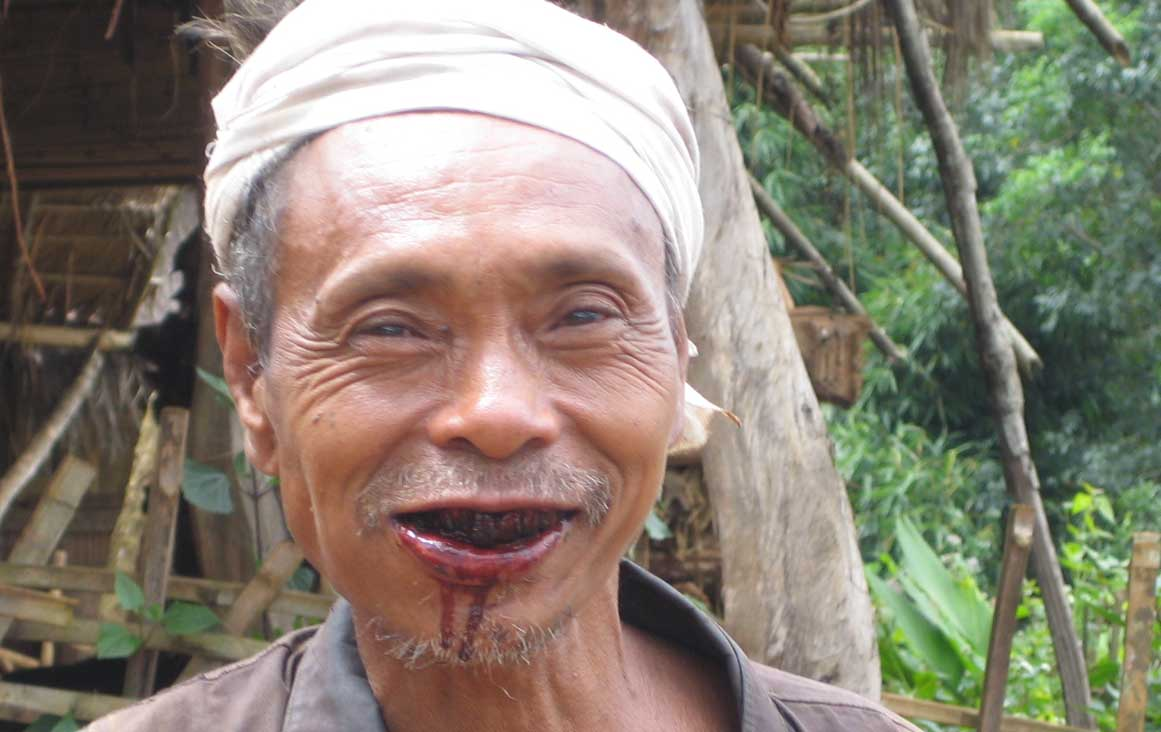
Oude Birmese man van wie de tanden rood zijn geworden door het vele kauwen van betel
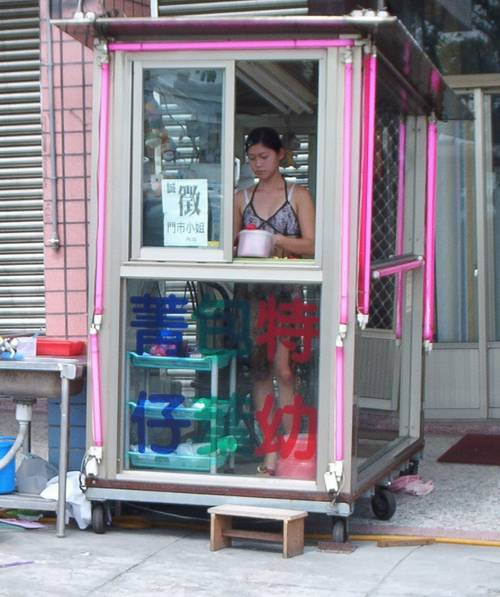
Meisje in betelnotenverkoopkraampje in Taiwan
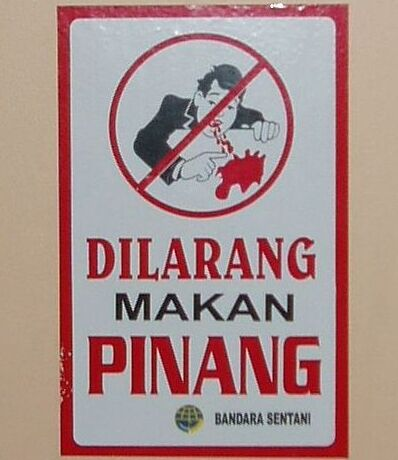
Verbod op het kauwen van pinang op luchthaven Sentani (Indonesië)